# Triển khai tách biệt
Triển khai tách biệt (tiếng Anh: Phased adoption ) là một chiến lược để triển khai một sự đổi mới về hệ thống thông tin, công nghệ mới, quy trình, vv trong một tổ chức một cách dần dần, từng bước một, để các bộ phận khác nhau của tổ chức được thực hiện việc đổi mới trong các khoảng thời gian liên tiếp nhau.
Nói cách khác, Triển khai tách biệt là quá trình chuyển đổi diễn ra theo từng giai đoạn từ hệ thống cũ sang hệ thống mới. 

## Tổng quan
Công nghệ thông tin đã cách mạng hóa cách làm việc trong các tổ chức. Với sự ra đời của công nghệ cao Hệ thống hoạch định nguồn lực doanh nghiệp - Enterprise Systems Resource Planning (ERP), Hệ thống quản lý nội dung - Content Management Systems (CMS), Hệ thống quản trị mối quan hệ khách hàng và nhà cung cấp - Customer and Supplier Relationship Management Systems(CRM và SRM), đã đưa ra các nhiệm vụ để thực hiện các hệ thống này trong các tổ chức cần sử dụng chúng. Phương pháp triển khai tách biệt chỉ là một phần nhỏ của những gì đã được thực hiện hoặc có thể được thực hiện khi thực hiện một hệ thống như vậy trong tổ chức.
Phương pháp triển khai tách biệt có sự chuyển đổi từng bước một bước tại mỗi thời điểm. Việc thực hiện đòi hỏi một kịch bản hoàn hảo để bắt đầu sử dụng hệ thống mới. Và ở mỗi cột mốc người ta phải hướng dẫn cho người lao động và những người sử dụng khác. Các hệ thống cũ vẫn được tiếp tục sử dụng bên cạnh hệ thống mới trong các bước xác định trước cho đến khi việc thay thế hay chuyển đổi hoàn tất. Việc cài đặt thực tế của hệ thống mới sẽ được thực hiện theo nhiều cách khác nhau, mỗi mô-đun hoặc mỗi sản phẩm và rất nhiều các yêu cầu có thể được thực hiện. Điều này có thể được thực hiện bằng cách giới thiệu một số các chức năng của hệ thống trước khi chạy thử hoặc bằng cách giới thiệu một số chức năng cho người dùng nhất định trước khi giới thiệu chúng với tất cả người dùng. Điều này cho phép người sử dụng có thời gian để đối phó với những thay đổi gây ra bởi hệ thống.
Phương pháp này thông thường được sử dụng trong trường hợp chuyển giao kỹ năng từ bộ phận này cho bộ phận khác. Bằng cách chuyển giao này, các đội sẽ có cơ hội học hỏi và như vậy sẽ tiếp thu được những kiến thức chuyên môn cũng như hiểu biết, để mỗi người thực hiện tiếp theo sẽ nhanh hơn rất nhiều so với lần đầu tiên.
Ví dụ, trong một siêu thị, khi các hệ thống thanh toán đang được nâng cấp lên một phiên bản mới hơn. Hãy tưởng tượng rằng chỉ có các quầy thanh toán của quầy rau được thay đổi sang hệ thống mới, trong khi các quầy khác vẫn tiếp tục với hệ thống cũ. Nếu hệ thống mới không hoạt động đúng cách, nó sẽ không quan trọng bởi vì chỉ có một phần nhỏ của các siêu thị đã được vi tính hóa. Nhưng nếu nó hoạt động một cách có hiệu quả, các nhân viên của siêu thị có thể thay phiên nhau làm việc trên các quầy rau để có được kinh nghiệm sử dụng các hệ thống mới.
Sau khi quầy rau quả thay thế sang hệ thống mới làm việc một cách trơn tru, siêu thị có thể tiếp tục nâng cấp hệ thống thanh toán ở quầy thịt, sau đó phần bánh kẹo,và cứ tiếp tục như vậy. Cuối cùng tất cả các quầy khác nhau trong hệ thống siêu thị sẽ được thay thế từng bước một. Điều này mất một thời gian dài để thực hiện, trong quá trình chuyển đổi luôn có hai hệ thống cùng làm việc cho đến khi việc chuyển đổi hoàn tất. Vì thế, các siêu thị không cần phải đóng cửa và các nhân viên đều có thể nhận được cơ hội đào tạo vận hành hệ thống mới, do đó, nó là một phương pháp rất thân thiện.

Các phương pháp khác của hệ thống chuyển đổi bao gồm triển khai trực tiếp(Direct changover) và triển khai song song (Parallel running).

## Ưu điểm, nhược điểm và thách thức của triển khai tách biệt
Phương pháp áp Triển khai tách biệt có ưu, khuyết điểm và rủi ro nhất định (Koop, R., Rooimans, R. & Theye, M. de (2003), Eason (1988)

### Ưu điểm
- Việc chuyển đổi sẽ được thực hiện trong các bộ phận. Có thời gian để điều chỉnh.
- Ảnh hưởng tiêu cực phát sinh khi bắt đầu sẽ dần trở nên ít quan trọng hơn.
- Không gây gián đoạn hoạt động của tổ chức
- Thời gian cho người sử dụng để thích ứng dài.
- Nhân viên kỹ thuật có thể tập trung vào một phần của hệ thống hoặc một số người dùng

### Nhược điểm
- Một số điều chỉnh là cần thiết
- Các buổi tập huấn gây khó khăn cho người dùng khi họ bị yêu cầu phải thực làm việc trên cả hệ thống cũ và hệ thống mới
- Thực tế có rất nhiều sự thay đổi so với trên lý thuyết
- Thời gian của dự án
- Những mốc thời điểm chuyển đổi của dự án là không rõ ràng.
- Tính đúng đắn và đầy đủ của các số liệu phải được kiểm tra nhiều lần
- Những giai đoạn mới sẽ trở nên khó khăn hơn khi đối mặt với những bộ phận vẫn còn sử dụng hệ thống cũ
- Việc thực hiện có thể khó hiểu đối với người lao động và người sử dụng khác.

### Rủi ro
- Phức tạp của việc thực hiện
- Dễ bị mắc sai lầm

## Cài đặt phần cứng và phần mềm
Các cấu hình và đặc điểm kỹ thuật của phần cứng đã được sử dụng bởi các hệ thống kế thừa và vận hành hệ thống mới được phân phối trong các chi tiết kỹ thuật phần cứng. Các cấu hình phần cứng được kiểm tra để đảm bảo hoạt động tốt. Điều này được báo cáo trong báo cáo cấu hình phần cứng. Các cấu hình và đặc điểm kỹ thuật của phần mềm tại chỗ, tức là, các hệ thống kế thừa và các hệ thống mới trong tương lai được kiểm tra cẩn thận để đảm bảo hoạt động chuẩn xác một khi hệ thống được cài đặt. Một vài phần hay toàn bộ hệ thống sẽ được thay thế bởi các hệ thống mới? Tất cả điều này được báo cáo trong báo cáo cài đặt phần mềm và kiểm tra phần mềm. Việc cài đặt thực tế của các phần mềm của hệ thống mới cũng được thực hiện ở đây trong một khu vực giới hạn để hỗ trợ các khóa đào tạo được mô tả trong phần sau.

## Đào tạo
Việc đào tạo hệ thống sẽ dạy cho người sử dụng các tổ hợp phím và các giao dịch cần thiết để chạy hệ thống (Umble, 2003). Các bài tập thí điểm hệ thống và kiểm tra sự hiểu biết về hệ thống của người sử dụng. Các nhóm dự án tạo ra một môi trường kiểm tra trường hợp kinh doanh trong đó có các quy trình kinh doanh từ đầu, khi một đơn đặt hàng được nhận, cho đến cuối cùng, khi đơn đặt hàng được vận chuyển. Đào tạo như vậy là không đủ cho việc áp dụng một hệ thống thông tin. Người sử dụng có nhu cầu học tập (Trần Dịch Tấn, 1988). Nhu cầu học tập được biết đến là những hướng dẫn phụ thuộc nhiều về mặt tình cảm. Người sử dụng cần thực hiện các bước có tính tình cảm để thực hiện các bước nhận thức. Nếu họ sợ hệ thống do việc xử lý khó khăn họ có thể không có khả năng hiểu các bước nhận thức cần thiết để thực hiện thành công các nhiệm vụ.

## Kỹ thuật
Trong khi thực hiện, người ra sử dụng rất nhiều các kỹ thuật và phương pháp khác nhau. Một phương pháp nổi tiếng, và đặc biệt là định hướng vào quy trình thực hiện, là phương pháp Regatta của Sogeti. Các kỹ thuật khác là phương pháp thực hiện SAP, phù hợp với hệ thống SAP. Các hệ thống được cài đặt bằng nhiều cách khác nhau. Các tổ chức khác nhau có thể có phương pháp riêng của họ, Khi thực hiện một hệ thống, nó được coi là một dự án và do đó phải được xử lý như vậy. Những học thuyết và phương pháp nổi tiếng được sử dụng trong lĩnh vực này có thể kể đến như các phương pháp PRINCE2 với tất cả các kỹ thuật cơ bản của nó, chẳng hạn như một sơ đồ PERT, biểu đồ Gantt và phương pháp đường dẫn quan trọng.